# Allure
Allure («Алю́р», букв. англ. шарм, привлекательность) — ежемесячный женский журнал о красоте, входит в портфолио издательского дома Condé Nast. С 1991 года выходит в Соединённых Штатах, с 2003 года — в Южной Корее, с 2012 года — в России.

## История
Работа над журналом началась в 1990 году, когда директор Condé Nast Александр Либерман по указанию председателя совета директоров издательского дома Сэмюэла Ирвинга Ньюхауса Младшего пригласил редактора раздела красоты The New York Times Линде Уэллс развить родившуюся у них идею журнала о красоте в рамках Condé Nast. Креативным директором проекта была назначена Полли Аллен Меллен.
После нескольких отвернутых вариантов названия (в частности, Eve и Beauty Now) было выбрано предложенное Либерманом имя Allure. За два месяца до запланированного в марте 1991 года выхода журнала создатели поменяли творческую команду и полностью переработали номер, сменив даже логотип. Первые 4 номера были отпечатаны бо́льшим форматом, чем принятый среди глянцевых изданий. Из-за этого Allure не помещался на стойки газетных киосков, а рекламу для него приходилось перевёрстывать или рисовать с нуля. Нестандартный размер затруднял переговоры с рекламодателями, и начиная с пятого номера журнал выходил в привычном формате A4. Allure стал последним журналом Condé Nast, запущенным при жизни Александра Либермана, который скончался в 1999 году.
В конце 90-х годов журнал экспериментировал со стилистикой. Журнал последовал за сформировавшимся в культуре в период героинового бума трендом — отказом от лоска и глянца в пользу анорексичных фотомоделей, неряшливых образов и съёмок в тёмных тонах. Когда творческий эксперимент сказался на объёмах рекламы (снижение на 16% с 1300 до 1119 страниц в 1998 и 1999 годах соответственно), креативный директор Пол Кавако и фотограф Мишель Томпсон вернули изданию прежний сдержанный имидж, переработали формат обложки и фотоисторий, составлявших номер.
К своему пятнадцатилетию Allure подошел с тиражом в 1,1 миллиона экземпляров. Объём рекламы в номерах 2006 года составил 1,5 тысяч страниц, а тарифы на её размещение выросли в 13 раз по сравнению с 1991 годом. Редакция использовала множество форматов, включая телевидение и интернет, видеозаписи и подкасты.
Спад рекламных доходов, последовавший за мировым финансовым кризисом, подтолкнул Allure к развитию интернет-активов. В 2009 году на сайте allure.com открылся ежедневный блог Beauty Reporter, появился каталог с редакторской подборкой салонов, спа-центров и частных специалистов в области красоты. Служба заказа рекомендованных Allure косметических средств появилась на сайте в 2011 году, в цифровой версии журнала для планшетных компьютеров — в 2013 году. До 2014 года обработку заказов проводил интернет-магазин BeautyBar.com (площадка принадлежащего Amazon онлайн-ретейлера Quidsi). После 2014 заказы доставляют магазины Saks Fifth Avenue, Walmart, и SkinCareRx.com.

### Best of Beauty
В 1996 году Allure учредил ежегодную премию Best of Beauty для награждения лучших по оценке издания косметических средств на рынке. Вместе с премией журнал зарегистрировал фирменный знак, отмечающий победителей конкурса, право на использование которого производителями и продавцами журнал предоставляет по лицензии. По собственной оценке Allure лицензионные отчисления составили 7% дохода издания в 2013 году.

## Allure в России
Россия стала первой европейской страной, где выходит региональная версия Allure. Первый номер российского издания вышел в октябре 2012 года тиражом 180 тысяч экземпляров. Героиней обложки стала российская супермодель Наталья Полевщикова. Одновременно с журналом были представлены локализованные приложение для Apple iPad, веб-сайт и служба подбора косметических средств Allure Beauty Product Finder. По словам президента издательского дома Condé Nast в России Карины Добротворской, инвестиции в запуск составили около 5 миллионов долларов.
В октябре 2013 году в рамках премии Best of Beauty российское издание представило локальные редакционные и читательские рейтинги косметических средств. В ноябре временные магазины Allure открывались в московском ЦУМе и петербургском ДЛТ. В их ассортименте были представлены продукты, отмеченные вручённой ранее наградой.
Последний номер издания в России вышел в январе 2017 года. Тогда же был закрыт и сайт журнала. По словам президента Conde Nast Россия Аниты Гиговской, такое решение было принято из-за экономической ситуацией в стране, которая «за последние два года изменилась не в лучшую сторону».
«С тяжёлым сердцем вынуждена сообщить, что журналы Allure и Conde Nast Traveller с января 2017 года перестанут выходить в России. Последние номера поступят в продажу, а сайты продолжат вещать до конца 2016 года», — говорится в письме Гиговской. Одновременно с Allure был закрыт и другой журнал издательского дома в России — Conde Nast Traveller.

## Редакция
Линда Уэллс занимала пост главного редактора с 1991 по 2015 год. В 2009 году американский Forbes поставил её на 5 место в списке наиболее влиятельных редакторов журналов мод в стране. В ноябре 2015 года она перешла на пост советника и издательского дома Condé Nast, её место в редакции заняла Мишель Ли, прежде возглавлявшая журнал о моде и популярной культуре Nylon.
С 2012 года российское издание Allure возглавляет Ксения Вагнер, ранее работавшая в журнале Tatler..